# 早船ケン
早船 ケン（はやふね けん）は、日本の写真家。埼玉県出身。

## 受賞歴
- 1994年、第3回写真3.3m2展（ひとつぼ展）・入選
- 1996年、第13回キヤノン写真新世紀・優秀賞

## 写真集
- 「Killing Joke」(1996 Inner Brain)
- 「黄色い涙 西暦一九六三年の嵐」（2007.04 角川パブリッシング）

## グループ展
- 1997.02 「ネイキッドアイズ展」[パルコギャラリー/渋谷]
- 1998.10 「東京ストリートポップ展」[Orkestra And Boylan Studios/ニューヨーク]
- 2000.12 「TOKYO YOUTH展」[ギャラリー・スピーク・フォー/代官山]
- 2002.09 「Futuring Power展-Canon写真新世紀10周年記念展-」[東京都写真美術館3F/恵比寿]